# The Verve
The Verve byla britská rocková skupina, založená v roce 1990 zpěvákem Richardem Ashcroftem, kytaristou Nickem McCabem, baskytaristou Simonem Jonesem, a bubeníkem Peterem Salisburym.
Žánrově bývají zařazováni do škatulky psychedelický rock, jejich zřejmě nejznámější písní je „Bitter Sweet Symphony“ z třetího alba Urban Hymns.
Příčinou jejich rozpadu v dubnu 1999 byly konflikty uvnitř skupiny, které vedly k odchodu Nicka McCabea. Svou činnost obnovili v červnu 2007, na rok 2008 ohlásili vydání čtvrtého studiového alba a vystoupili na důležitých festivalech (T in the Park, Pinkpop, Oxegen a Glastonbury).

## Diskografie

### Studiová alba
- 1993 - A Storm in Heaven
- 1995 - A Northern Soul
- 1997 - Urban Hymns
- 2008 - Forth

### Kompilace a EP
- 1992 - Verve EP
- 1994 - No Come Down
- 2004 - This Is Music: The Singles 92-98